# Centre de Manacor
El centre de Manacor és el nucli històric de la ciutat, que es correspon amb l’extensió que comprenia la vila al voltant del segle XV. El barri s'estructura entorn de tres places neuràlgiques: la de ses Verdures, el Palau i sa Bassa, tot i que moltes vegades també s'inclou la barriada de ses Dames.
L'assentament humà en aquest indret es remunta a l'època andalusina, a una alqueria situada a un encreuament de camins del districte de Manaqur. Damunt aquesta alqueria es construí més endavant la vila de Manacor. A les Ordinacions d’en Jaume II es concretaren els espais destinats a la funció pública (plaça de ses Verdures) i a la funció religiosa (plaça del Palau). A més, es planificà un petit eixample que formà la barriada de ses Dames. Tot i així, el desenvolupament urbà sempre tendí cap a la zona de sa Bassa, que era la més alta.
Actualment es tracta d’una zona per a vianants dedicada al comerç i a la restauració. S'hi troben els edificis històrics i catalogats més importants de la ciutat, com podrien ser l'església dels Dolors amb el campanar, la torre del Palau, s'Agrícola o la fonda Femenies. La barriada limita amb l'avinguda d’es Torrent i els barris de s'Antigor, es Convent, sa Vilanova i Baix d’es Cós.

## Història

### Alqueria del mercat
El nucli històric de Manacor té origen en una alqueria andalusina anomenada Cariat Açoch (en àrab قرية السوق qaria as-suq, ‘alqueria del mercat’). Es tractava d’un mercat setmanal situat a un encreuament de camins del juz de Manaqur i fou l’alqueria més extensa de tot el districte. Estava situada damunt un turonet envoltat per un petit penya-segat i un torrent.  
D’aquesta època es documenten una plaça, un carrer i cases que confrontaven les unes amb les altres, que es poden associar amb els orígens de la plaça de ses Verdures, del carrer Jaume Domenge i del primer teixit urbà del centre històric.

### Vila de Manacor
Després de la conquesta catalana i de la devolució del regne de Mallorca, el 1300 es promulgaren les Ordinacions d’en Jaume II. En elles, es planificà la creació de pobles de 100 veïnats, entre ells, la vila de Manacor. La plaça de ses Verdures, anomenada primerament com a plaça Reial, es definí com un espai de funció pública. L’indret acollí la universitat, el sitjar, l’escrivania i el centre d’activitats comercials. D’altra banda, la plaça del Palau fou destinada a funcions religioses. En aquest indret s'edificà l’esglèsia de Santa Maria de Manacor i el Palau Reial de Manacor, residència dels reis de Mallorca que donà nom a l’espai.
Les Ordinacions també planificaren un eixample del nucli original. Es tractava d’un conjunt d’illetes ortogonals construïdes a la part baixa que donà lloc a la barriada de ses Dames. Maldament, durant els segles XIV i XV, l’evolució urbana també es desenvolupà cap a la zona de sa Bassa, que era l’indret més alt i millor comunicat, i conformà una de les principals entrades al poble.

### Tancament del barri
En el segle XVI es fundà el convent de Sant Vicenç Ferrer, als afores del nucli urbà, fet que va propicià l’establiment d’alguns carrers de la barriada de s'Antigor.Fou al segle xvii, però, quan s'esgotà el sòl situat damunt el turonet i començà el creixement urbà fora del nucli original, com la barriada de la Vilanova i els ravals d’es Barracar i de Fartàritx, aquest darrer a l’altra banda del torrent. Al segle XVIII començà l’urbanització de la terres conventuals i, de manera irregular, les zones davall del penya-segat, com Baix d’es Cós o ses Parres. Al segle xix, gairebé tot el centre històric quedà envoltat. També es reformaren molts edificis del nucli original en estil tradicionalista, eclèctic, modernista o historicista.

### Peatonització
Durant el segle xx, el centre de la ciutat patí moltes modificacions. D’una banda, l’esbucament d’edificis de gran valor patrimonial, com el teatre Principal, i l’edificació de gratacels en ple nucli històric provocà un contrast amb l’estètica i el caràcter representatiu de la ciutat. A més, l’arribada del turisme, la generalització del cotxe privat i la construcció dels eixamples a la perifèria fomentà un desplaçament progressiu, fet que causà la degradació i l’abandonament d’alguns indrets de la barriada històrica.
Al segle XXI, per revertir la situació, es dugueren a terme algunes accions com la conversió en zona per a vianants de gran part de l’espai. El 1998 començaren les obres a l’indret de sa Bassa, el 2009 a la plaça de ses Verdures i el 2010 parcialment a ses Dames. El 2021 entrà en vigor la ZPR, és a dir, la Zona de Prioritat per a Residents.

## Plaça de ses Verdures
La plaça de ses Verdures, oficialment plaça de la Constitució, es troba a l’indret més antic de la ciutat, ja que és l’emplaçament original de l'alqueria andalusina anomenada Cariat Açoch. A les Ordinacions de Jaume II la defineixen com una plaça de funció pública. Se sap que fou l’ubicació de la universitat, el sitjar, la presó i l’hospital. Actualment allotja el mercat i peixateria municipal i una part del mercat setmanal cada dilluns.
Es conserven casals de finals del segle XVIII i principis del XIX, d'estils renaixentista-manierista i edificis amb decoracions modernistes. La plaça i el seu indret formen el Conjunt històric de Manacor, declarat BIC.

## El Palau
La plaça del Palau, oficialment del Rector Rubí, és el redol del centre històric situat originalment entorn l’església de Santa Maria de Manacor. A les Ordinacions d’en Jaume II ja la descriuen com una plaça de funció religiosa. El mateix rei manà a construir, al costat de l’església, el Palau Reial de Manacor, que donà nom a l’indret. Es tractava d'un edifici construït al segle IV utilitzat ocasionalment per la monarquia privativa com a centre d'esbarjo, sobretot quan sortien a practicar la caça. El 1480 Ferran el Catòlic donà el conjunt arquitectònic a Joan Ballester, i arribà a la família Orlandis per línia materna el 1707. Se'n canvià la fisonomia degut a la venda a diferents propietaris i a la construcció d'habitatges. Actualment, de l'antic palau, només se'n conserva la torre d’homenatge, que fou seu del Museu de les Perles als anys seixanta. A dia d'avui, la torre restaurada i declarada BIC, és propietat municipal i allotja un museu explicant la història i arquitectura de l'edifici.
A finals del segle XIX s'esbucà l’antiga església per a construir la nova parròquia de Nostra Senyora dels Dolors, d’estil historicista neogòtic, amb la torre-campanar adossada. El conjunt dona monumentalitat a l’indret i la seva imatge s'ha convertit, en poc temps, en uns dels símbols més representatius de la ciutat.

## Sa Bassa
Sa Bassa es troba a la part més alta del centre històric. Té origen en un encreuaments de camins i es consolidà com a entrada de la vila fins entrats al segle XVI, moment en el qual quedà definida com a plaça. Configura un punt de trobada social molt important pels manacorins i manacorines. L’ubicació és testimoni del pas del temps, ja que a la mateixa plaça s'hi pot trobar un casal dels segles XVII-XVIII, edificis tradicionalistes dels XIX-XX i un gratacel dels anys setanta.
Can Serra és l’edifici més antic de l’indret i ha arribat a allotjar un convent de monges franciscanes, un cafè, la Jefatura de la Falange i, actualment, un bar-restaurant. Just al seu davant s'hi troba s'Agrícola, edifici d’estil tradicionalista i seu del primer sindicat agrícola manacorí, que actualment funciona com a associació cultural.

## Ses Dames
Ses Dames és una barriada situada a la part baixa de la plaça de ses Verdures, moltes vegades inclosa dins el concepte de centre històric. Fou el primer eixample planificat de la vila, promulgat per les Ordinacions d’en Jaume II. No se sap amb certesa si el barri va estar tancat mai per un mur o no.
Està compost per les illetes ortogonals situades entre el carrer Major i el de n’Olesa, tenint com a centre el carrer Pou Fondo. Tot i que va arribar a ser una zona bastant comercial, actualment és un barri majoritàriament residencial i parcialment peatonitzat.